# 國際山達基教會
國際山達基教會（Church of Scientology International, 簡稱為CSI）是一家美國加州的501(c)非營利公司。在山達基教會的全球企業和機構網絡中，國際山達基教會正式為山達基教會的「總會」（mother church）。
國際山達基教會協調教會各機構和企業的發展，並試圖保持他們和山達基創始人L·羅恩·賀伯特教義的一致性。例如黃金年代製片廠作爲CSI的一個部門，印刷製造山達基教相關材料，例如書籍、賀伯特講座的錄音、培訓影片等。黃金基地內的其他組織也負責監督心靈電儀表的製造。
在國際山達基教會的1993年的備忘錄中，向國稅局提供了有關國際山達基教會的角色和職能、人員和收入的以下資訊：
[...] 國際山達基教會 [...] 是山達基宗教的母教會，對教會階級制度內所有下屬教會向教區居民提供宗教服務的事工擁有教會權力。該教會擁有約 990 名員工，根據有財務報表的最近一年的年度支出，年度預算約為 4,680 萬美元。 [...]